# Møgeltønder Kirke
Møgeltønder Kirke er en middelalderlig kirke i Møgeltønder vest for Tønder.
Kirken kom efter reformationen til at høre under Møgeltønder len og dermed først Møgeltønderhus og siden 1661 Schackenborg.
I 1970 overgik kirken til selveje, og en restaurering, som varede indtil 1988, blev igangsat.

## Kongelige begivenheder i kirken
Kirken har lagt hus til fire royale begivenheder i nyere tid. 4. oktober 2002 blev grev Felix døbt i kirken. 24. maj 2008 dannede kirken rammen om prins Joachim og Marie Cavalliers vielse. Den 26. juli 2009 blev grev Henrik døbt i kirken.
Den 20. maj 2012 blev komtesse Athena døbt i kirken.

## Bygningshistorie
Kirken, der før reformationen var indviet til Sankt Nikolaus, er grundlagt i den romanske tid. Byggematerialet er teglsten, hvorfor grundlæggelsen må antages at være sket engang i første halvdel af 1200-tallet. Den bestod af skib og kor. I senromansk tid blev koret udvidet og fik en tredoblet, rundbuet vinduesgruppe, hvoraf kun det midterste er i behold. Måske samtidig eller lidt senere forlængedes skibet mod vest. Denne udvidelse skete ligeledes i teglsten på en skråkantsokkel af kvadre. På skibets forlængelse finder man to gamle døre. Norddøren sidder i et fremspring og er rundbuet. Syddøren er derimod spidsbuet og med retvinklede og afrundede false. Der er adskillige rundbuede vinduer både på den oprindelige bygning og tilbygningerne. Ved middelalderens slutning opførtes på skibets vestparti et anseligt tårn. Dets høje spir med de fire blændingsprydede gavle nedblæste i en storm 16. december 1628, hvorved bygningen led nogen skade. Tårnet blev dog genrejst i 1630, dog i en noget kortere skikkelse. På korets nordside opførtes 1763 et gravkapel for slægten Schack. Kapellet har svungne gavle og en ret pompøs sandstensportal fra 1853. På skibets nordside er der opført et trappehus, der giver adgang til herskabsstolen. Endelig er der syd for skibet opført et våbenhus. Under koret findes en gravkrypt, hvor der står tre sandstenssarkofager indeholdende greve Hans Schack (død 1719) og hans to hustruer.
I det indre har skibet bræddeloft, udsmykket med malerier af skabelsen, lidelsen og dommedag. Disse antages at være udførte i 1693. Koret har to otteribbede hvælvinger med vulstformede ribber og en svær spidsbuet gjordbue. På korets vægge og hvælv ses kalkmalerier fra 1500-tallet, som dog er stærkt restaurerede af kunstneren August Wilckens. Denne lod både portrættere sig selv samt greverne Hans og Otto Didrik Schack indsætte i de gamle malerier. Kirken indeholder også et maleri af Guldhornene.

## Inventar
- Døbefonten er kirkens ældste stykke inventar, i romansk fra år 1200, hugget i granit. I stilen synes den noget påvirket af den nederlandske fontetype. Over fonten hænger en fontehimmel udført i bruskbarok omkring 1660. Den er udskåret i træ, og motiverne er Kristi dåb, apostle og engle med lidelsesredskaber.
- Den udskårne, femfløjede altertavle er sengotisk fra ca. år 1500. Midterpartiet er en korsfæstelsesscene, der er meget rig på figurer. I fløjene ses apostlene fremstillet. På fløjdørenes ydersider findes rester af passionsmalerier. Omkring år 1700 har man tilføjet et topstykke med et opstandelsesrelief samt evangelist- og englestatuetter. Ved samme lejlighed har man opsat sidevinger med udskårne akantusranker i barokstil. Nadverbilledet i fodstykket er antagelig også fornyet i begyndelsen af 1700-tallet.
- Alterkalken er fra renæssancetiden. Den er siden suppleret med endnu en kalk samt en oblatæske med sølvfiligran, der er tilvirket i Tønder.
- Af alterstager findes der tre par, hvoraf de to par er gotiske, og det tredje par er fra 1659.
- Prædikestolen er fra 1694. Den hviler på en sokkel forestillende legende børn. På lydhimmelen ser man navnetræk og våbenskjolde.
- Stolestaderne i skibet er for en dels vedkommende fra 1630, men hovedparten er fra 1500-tallet. Lågerne er dog hovedsagelig fra 1700-tallet. I en af mandsstolene ses sengotiske foldeværksfyldninger fra et vestjysk snedkerværksted. Korets stole er udført i 1898.
- Orgelet er blandt de ældste i Danmark. På orgelfacaden ses årstallet 1679, og orglet er skænket af den første greve på Schackenborg, Hans Schack. Topstykket er fra 1737 med våbenskjolde for slægterne Schack og Gabel. Orglet blev udvidet med flere stemmer i midten af 1950'erne, dog uden at gribe nævneværdigt ind i det originale instrument.
- Langs skibets nordvæg findes et stort pulpitur fra 1692.
- I kirken findes en række sengotiske alterfigurer forestillende Maria med barnet, biskop Sankt Nikolaus og et relief forestillende Kristi fødsel.

## Eksterne kilder og henvisninger
- Wikimedia Commons har flere filer relateret til Møgeltønder Kirke
- Møgeltønder kirkes hjemmeside

- Byggeår for kirker Arkiveret 14. august 2009 hos  Wayback Machine
- Møgeltønder Kirke Arkiveret 31. januar 2011 hos  Wayback Machine hos nordenskirker.dk
- Møgeltønder Kirke hos KortTilKirken.dk
- Møgeltønder Kirke i bogværket Danmarks Kirker (udg. af Nationalmuseet)